# Havârna
Havârna è un comune della Romania di 4 943 abitanti, ubicato nel distretto di Botoșani, nella regione storica della Moldavia.
Il comune è formato dall'unione di 6 villaggi: Balinți, Galbeni, Gârbeni, Havârna, Niculcea, Tătărășeni.